# Joseph E. Fargione
Joseph Edward Fargione ist ein US-amerikanischer Ökologe und Direktor des Nordamerika-Bereichs der US-amerikanischen Naturschutzorganisation The Nature Conservancy.

## Wissenschaftliche Laufbahn
Fargione promovierte 2004 im Fach Ökologie an der Universität von Minnesota. Anschließend lehrte er an der Universität von New Mexico und an der Purdue-Universität. Seine Forschungsschwerpunkte sind der Energie- und Lebensmittelbedarf der Menschheit, Wege zur Bewahrung der Umwelt und die Schaffung von Märkten, die dem Umweltschutz dienlich sind. 

## Sonstiges
Mediale Aufmerksamkeit erreichten seine Arbeiten zur Umweltverträglichkeit von Biokraftstoffen, sogenannten Bio-Fuels, und seine Arbeit zur deterministischen Erklärung des Zustandekommens von Vermögenskonzentrationen in modernen Gesellschaften und ihren Konsequenzen bzw. deren Vermeidung.